# Stanley Bacon
Stanley Vivian Bacon (13. august 1885 – 13. oktober 1952) var en britisk bryder som deltog i OL 1908 i London.
Bacon blev olympisk mester i brydning under OL 1908 i London. Han vandt i brydning, fristil i vægtklassen mellemvægt foran landsmændene George de Relwyskow og Frederick Beck.